# Mănăstirea Chiajna
Ruinele mănăstirii Chiajna sunt un monument istoric aflat la marginea cartierului Giulești care fac parte din situl istoric Mănăstirea Chiajna-Giulești. Acestea se regăsesc în Lista monumentelor istorice 2010 atât cu codul B-I-m-A-17884.01, cât și cu codul B-II-m-A-19650.
Începând din 2008 a fost reluată viața monahală, mănăstirea având hramul „Sfântul Cuvios Ioan Iacob Românul” și „Sfinții Martiri Brâncoveni”.

## Istoric
Construcția Mănăstirii Chiajna a început în timpul domniei lui Alexandru Vodă Ipsilanti (1774–1782) și a fost finalizată în timpul domnului fanariot Nicolae Mavrogheni (1786–1790). A fost construită în stil neoclasic, având dimensiuni mari pentru acea vreme: 43 metri lungime și 17 înălțime, ziduri groase de 1 și 2 metri.
Urma să să fie unul dintre cele mai importante lăcașuri de cult românești ale vremii, însă nu s-a întâmplat așa. Legenda spune că biserica ar fi blestemată. Preoții nu au slujit niciodată în ea, fiind bombardată de către turci chiar înainte de sfințire. Aceștia crezuseră că acolo ar fi fost mai degrabă o cetate, și din acest motiv au încercat să o distrugă. Astfel, toate actele ei au ars în întregime. Cu toate acestea, construcția a rămas în picioare. Abia la cutremurul din 1977 s-a prăbușit turla.

### Ciuma
Mănăstirea a fost părăsită pe timpul ciumei din vremea domniei lui Alexandru Ipsilanti. Alte surse susțin că mănăstirea funcționa în 1792, dar a fost părăsită în vremea ciumei, când domnitor era Mihai Șuțu, după ce însuși mitropolitul Țării Românești, Cosma Popescu, a murit din această cauză chiar în această biserică.

### O ruină fragilă
Deși ruina a rezistat parțial la bombardamentul turcilor, a rămas foarte fragilă, cupola ei căzând la cutremurul din 1977. Astăzi, la fiecare câteva minute, trec avioane exact pe deasupra bisericii, la altitudine foarte joasă. Din acest motiv, dar mai ales pentru că este amplasată la mai puțin de 20 de metri de calea ferată București–Craiova, mănăstirea are de suferit enorm, cărămizi picând aproape zilnic din ea.

### Încercări de restaurare
Unii arhitecți sunt de părere că mănăstirea poate fi restaurată, pentru că o biserică ridicată din temelii ar fi mai costisitoare, pe când reprezentanții bisericii susțin că o construcție nouă ar fi mai accesibilă, însă imposibil de realizat, clădirea fiind protejată prin statutul de monument istoric. Prin 1948, autoritățile comuniste au refuzat cererea episcopului Antim Nica de a se restaura mănăstirea.

### Mănăstirea astăzi
Ruina a fost obiectul multor fotografi, impresionând prin dimensiunile sale uriașe (43 metri lungime, 18 înălțime, ziduri groase de 1 și 2 metri). Mulți alpiniști vin aici pentru a o escalada. De-a lungul timpului, biserica a fost folosită ca decor pentru videoclipuri ale unor cântăreți de manele, rock sau hip-hop.
În aprilie 2011 ruinele mănăstirii au fost revendicate de Biserica Ortodoxă și se intenționează restaurarea ei.

## Mituri
Mănăstirea este subiectul mai multor legende urbane.

### Clopotul
După spusele localnicilor clopotul ar fi fost aruncat în apele Dâmboviței sau ar fi fost furat. Câteva înregistrări ale acestui sunet au fost făcute publice, însa nu au fost niciodată luate în serios.

### Chipul misterios
Pe unul din ziduri, de sub tencuială, a apărut un chip misterios care seamănă fie cu o domniță, fie cu un înger, sau chiar cu Sfinxul românesc.